# 1961年のラジオ (日本)
1961年のラジオ (日本)では、1961年の日本のラジオ番組、その他ラジオ界の動向について記す。

## 主な番組関連の出来事
- 1月1日 - NHK、ラジオ第1（左チャンネル）と第2（右チャンネル）のモノラル2波を使った立体（ステレオ）放送での初の新春特別番組として、「新春ステレオホール」を放送[注 1][1]。
- 5月3日 - NHK、ラジオ第1・第2の立体（ステレオ）放送で、ベートーヴェン作曲 交響曲第9番「合唱」を、立体放送としては初めての全楽章（全曲）放送を、特別番組「ライプツィヒ・ゲヴァントハウス管弦楽団立体コンサート」として放送[注 2][2]。

## 主なその他ラジオ関連の出来事
- 2月26日 - ラジオ新潟が前日（25日）の定時株主総会で、商号を現在の新潟放送(BSN)に変更することが承認され[3][4]、この日から変更された商号および略称の使用を開始[注 3][7]。これを皮切りに、地方のラジオ・テレビ兼営局の同様な商号変更が相次ぐ（#商号変更の項を参照）。

## 商号変更
- 2月26日 - ラジオ新潟→新潟放送[注 3][7]
- 4月1日 - ラジオ大分→大分放送
- 5月29日 - ラジオ東北→秋田放送
- 6月1日
  - ラジオ山陰→山陰放送
  - ラジオ山口→山口放送
  - ラジオ熊本→熊本放送
- 7月1日 - ラジオ宮崎→宮崎放送
- 9月1日 - ラジオ山梨→山梨放送
- 10月1日 - ラジオ南日本→南日本放送
- 10月28日 - ラジオ青森→青森放送

## 特別番組

### 1月放送
- 1日 - 立体（ステレオ）放送 「新春ステレオホール」（NHKラジオ第1・第2）[注 1][1]

### 5月放送
- 3日 - 立体（ステレオ）放送 「ライプツィヒ・ゲヴァントハウス管弦楽団立体コンサート」ベートーヴェン作曲 交響曲第9番「合唱」（全曲）（NHKラジオ第1・第2）[注 2][2]

## 開始番組

### 1961年2月放送開始
東京放送
- 13日 - 三菱ダイヤモンドハイウェイ

### 1961年3月放送開始
RKB毎日放送
- 開始日不明 - あなたの意見は

### 1961年4月放送開始
NHKラジオ第1放送
- 3日
  - みんなのうた
  - あすを明るく[8]
  - 日本を結ぶ
- 7日 - 夜のステレオ（NHKラジオ第1と第2の同時放送）[9][10][8]

NHKラジオ第2放送
- 4日 - 大学通信講座[8]
- 7日 - 夜のステレオ

### 1961年6月放送開始
東京放送
- 6日 - 東京午後8時

### 1961年9月放送開始
大阪放送
- 22日 - 漫才バラエティー

### 1961年10月放送開始
NHKラジオ第1放送
- 2日
  - 朝のおくりもの[11]
  - キャンデーの冒険[11]

### 1961年11月放送開始
NHK-FM放送
- 6日 - NHKニュース

ニッポン放送
- 1日 - フレッシュイン東芝 ヤング・ヤング・ヤング

## 終了番組

### 1961年2月放送終了
文化放送
- 26日 - サンヨー・リクエスト・イン・ハイファイ[12]

### 1961年3月放送終了
NHKラジオ第1
- 31日 - 輝くステージ[13]

### 1961年7月放送終了
朝日放送
- 30日 - 漫才教室